# Francesca Marinaro
Francesca Maria Marinaro (ur. 26 listopada 1952 w Villarosa) – włoska polityk, dziennikarka i działaczka emigracyjna, posłanka do Parlamentu Europejskiego II kadencji, senator (2008–2013).

## Życiorys
W 1962 wyemigrowała wraz z rodziną do Belgii, ukończyła tam studia dziennikarskie. W 1978 podjęła pracę w FILEP (federacji włoskich pracowników-emigrantów i ich rodzin). Od 1980 była edytorką w dwumiesięczniku dla emigrantów z Włoch.
Zaangażowała się w działalność polityczną w ramach Włoskiej Partii Komunistycznej. Od 1981 działała w belgijskim oddziale partii, w 1983 została sekretarzem. W 1984 wybrano ją posłanką do Parlamentu Europejskiego. Przystąpiła do Grupy Sojuszu Komunistycznego, należała m.in. do Komisji ds. Kwestii Prawnych i Praw Obywatelskich oraz Komisji ds. Regulaminu i Petycji. W 2008 została wybrana do Senatu XVI kadencji z ramienia Partii Demokratycznej (została jej etatową pracownicą). Później działała w organizacji „Se Non Ora Quando – Libere”.